# Björn Ólafsson
Pour les articles homonymes, voir Olafsson.
Björn Ólafsson, né le 26 novembre 1895 à Akranes (Islande) et décédé le 11 octobre 1974, est un homme politique islandais, membre du Parti de l'indépendance (SJ).

## Biographie
Fils d'un agriculteur, Björn Ólafsson est employé de la Poste à Reykjavik, avant de se lancer, dès la fin de la Première Guerre mondiale, dans une carrière commerciale et industrielle. Membre du Parti de l'indépendance, il siège de 1922 à 1928 au conseil communal de la capitale islandaise, puis au Parlement islandais de 1948 à 1959. Il occupe des fonctions gouvernementales à plusieurs reprises, d'abord en tant que ministre des Finances et du Commerce de 1942 à 1944 et de 1949 à 1950, puis en tant que ministre de l'Éducation, de la Culture et du Commerce de 1950 à 1953.